# Holstein-Lauenburgisches Bundeskontingent

Infanterieoffiziere

Das Holstein-Lauenburgische Bundeskontingent war ein Truppenverband des Deutschen Bundes im dänischen Gesamtstaat.

## Hintergrund
Obwohl die Deutsche Bundesakte bereits am 8. Juni 1815 angenommen worden war, wurde die militärische Verteidigung des Deutschen Bundes erst 1821/1822 strukturiert. Aus den Kontingenten von 41 Fürstentümern und freien Städten wurden 10 Armeekorps gebildet. In seiner Eigenschaft als Herzog von Holstein und seit 1815 auch als Herzog von Lauenburg war der dänische König Bundesmitglied. Im Rahmen des X. Bundesarmeekorps hatte er ein Kontingent von 3.500 Mann zu stellen. Das entsprach der festgelegten „Matrikel“ von 1 % der Bevölkerung; in Holstein/Lauenburg wurde sie auf 360.000 Einwohner geschätzt. Die Truppe umfasste 2.791 Infanteristen (mit 140 Jägern), 514 Kavalleristen, 259 Artilleristen mit 8 Geschützen und 36 Pioniere.

„Viele der Kleinstaaten des Deutschen Bundes hatten überhaupt nur aufgrund der von ihnen geforderten Kontingente Militär aufgestellt. Die größeren Mächte, allen voran Preußen und Österreich, ordneten Teile ihres gänzlich eigenständig organisierten Militärs dem Kontingent zu. Ähnlich verfuhr auch Dänemark, so dass ein Teil der dänischen Armee in der geforderten Stärke einfach als ‚Holstein-Lauenburgisches Bundeskontingent‘ deklariert wurde; darüber hinaus wurden aber alle Maßnahmen vermieden, diese Einheiten vom größeren Ganzen der dänischen Armee auch organisatorisch zu trennen. So trugen die Soldaten des Kontingents die allgemeine dänische Uniform und Kokarde. Das Kontingent führte seit 1842 den Danebrog als Truppenfahne; die Kommandosprache war Dänisch. Im Grunde genommen bestand das Kontingent nur aus dem überwiegenden Teil des 3. dänischen Generalkommandos und stellte so kein selbständiges ‚Holstein-Lauenburgisches Bundeskontingent‘ im eigentlichen Sinne dar. Obwohl auch die Monarchen der Großmächte Preußen und Österreich eifersüchtig über ihre Kommandorechte wachten, bereitete gerade Dänemark einige Schwierigkeiten, die zum Teil darin begründet waren, dass das Kontingent zu klein war, um eine eigene Division zu bilden. Unter Hinweis auf seine größere Gesamtarmee trat das dänische Kontingent gegenüber den anderen Truppenteilen des Korps distanziert und wenig kooperativ auf.“

## Truppenteile und Garnisonen
1842 trat eine tiefgreifende Militärreform in Dänemark in Kraft, im Zuge derer die Infanterieregimenter mit regionalen Namen zu Bataillonen mit Nummern verändert wurden. Das Gleiche passierte mit der Kavallerie. Die Namen beziehen sich weder eindeutig auf Rekrutierungsgebiete der Soldaten noch auf die tatsächliche Stationierung. Sie waren historisch gewachsen. Eine Ausnahme bildete das 5. (Lauenburger) Jägerkorps, in dem vorwiegend auch tatsächlich Lauenburger dienten. 
Außer ein paar wenigen Rekruten, die aufgrund ihrer besonderen körperlichen Eignung zur Garde nach Kopenhagen kamen, dienten alle Lauenburger in dieser Einheit, die in Kiel und mit einigen wenigen Mann auch in Ratzeburg lag. 
In Altona, der größten Stadt des Herzogtums Holstein, gab es nach 1820 keine Garnison mehr, aber eine starke Bürgerbewaffnung. Zu deren Unterstützung und vor allem im Zuge der 1844/45 immer wieder ausbrechenden Unruhen unter den Arbeitern der Christian-VII.-Ostsee-Eisenbahn (Altona–Kiel) schickten die Rendsburger Bataillone regelmäßig abkommandierte Abteilungen dorthin. 
In der Seefestung Friedrichsort am Eingang der Kieler Förde waren ebenfalls abkommandierte Artilleristen aus Rendsburg stationiert.

### 1820

Lauenburgische Jäger

- Holsteinisches Infanterieregiment (Rendsburg)
- Oldenburgisches Infanterieregiment (Rendsburg)
- Leibregiment Infanterie „Königin“ (Glückstadt)
- Lauenburgisches Jägerkorps (Kiel, Ratzeburg)
- Leibregiment Dragoner (Itzehoe, Kiel, Plön)
- Holsteinische Artilleriebrigade (Rendsburg)
- Königliches Ingenieurkorps (Rendsburg)

### 1842
- 14. Linieninfanteriebataillon (Rendsburg)
- 15. Linieninfanteriebataillon (Rendsburg)
- 16. Linieninfanteriebataillon (Rendsburg)
- 17. Linieninfanteriebataillon (Glückstadt)
- 5. Jägerkorps (Kiel, Ratzeburg)
- 2. Dragonerregiment (Itzehoe, Kiel, Plön)
- 2. Artillerieregiment (Rendsburg)
- Königliches Ingenieurkorps (Rendsburg)

## Rendsburg

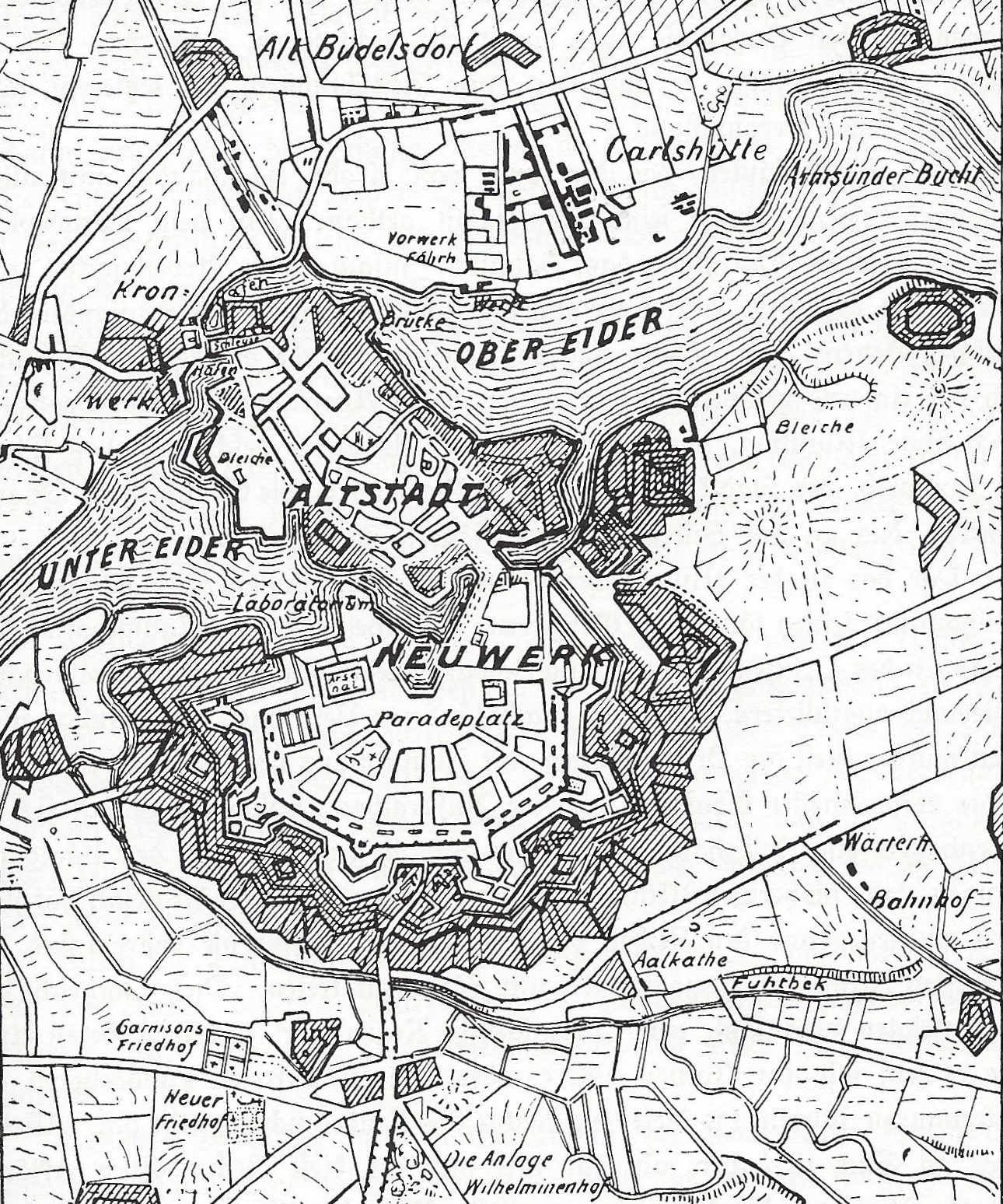
Festung Rendsburg, nach einer Karte von Franz Geerz (1848)

Die Festung Rendsburg war die stärkste Festung im Süden des Dänischen Gesamtstaats. Als größte Garnison in den beiden Herzogtümern war sie der strategische Dreh- und Angelpunkt. Mit ihrer „sanften“ Einnahme im März 1848 begann die Schleswig-Holsteinische Erhebung. Im Gegensatz zu den Festungen an der Westgrenze des Deutschen Bundes war Rendsburg keine Bundesfestung.

## Zwischen deutsch und dänisch
Im Gesamtstaatsmilitär und im Bundeskontingent waren Sprache und nationale Identität bis zum Aufkommen des deutsch-dänischen Gegensatzes zur Mitte des 19. Jahrhunderts kein Thema. Trotzdem verlief durch das Herzogtum Schleswig eine Sprachgrenze zwischen mehrheitlich dänisch- und mehrheitlich deutschsprachiger Bevölkerung, die sich auch im Militär und seinen Rekruten niederschlug. Bis 1772 war das Deutsche die maßgebliche Kommando- und sogar Umgangssprache im dänischen Heer gewesen. Mit den Koalitionskriegen nahm das dänische Element in Offizierkorps und Mannschaften zu. In den Truppenteilen des Holstein-Lauenburgischen Bundeskontingents war Deutsch die allgemeine Umgangssprache. Alle Rekruten kamen aus deutschsprachigen Gebieten Holsteins und Lauenburgs. In Ausnahmefällen kamen sie aus Schleswig, das nicht zum Deutschen Bund gehörte; die Offiziere waren mehrheitlich geborene Dänen. Die Kommandosprache war Dänisch – was seitens des Deutschen Bundes wiederholt kritisiert wurde; denn das erschwerte gemeinsame Übungen mit anderen norddeutschen Kontingenten der Hansestädte, Oldenburgs und Hannovers. Der militärische Schriftverkehr war zweisprachig: Schriftstücke des Kontingents waren stets auf Deutsch, diejenigen aus Kopenhagen stets auf Dänisch gehalten.